# Saint-Germain-de-Varreville
Saint-Germain-de-Varreville ist eine französische Gemeinde mit 109 Einwohnern (Stand 1. Januar 2022) im Département Manche in der Region Normandie. Saint-Germain-de-Varreville liegt auf der Halbinsel Cotentin an der Departementsstrasse D14. Der Küstenabschnitt von Saint-Germain-de-Varreville ist ein Teil von Utah Beach. Das Dorf ist landwirtschaftlich geprägt.

## Bevölkerungsentwicklung
| 1793 | 1901 | 1962 | 1968 | 1975 | 1982 | 1990 | 1999 |
| ---- | ---- | ---- | ---- | ---- | ---- | ---- | ---- |
| 277  | 242  | 165  | 159  | 128  | 126  | 112  | 119  |

Der Schatz von Saint-Germain-de-Varreville wurde 2011 entdeckt. Es stammt aus dem 4. Jahrhundert, wurde von der Stadt Caen erworben und wird im Musée de Normandie aufbewahrt. 

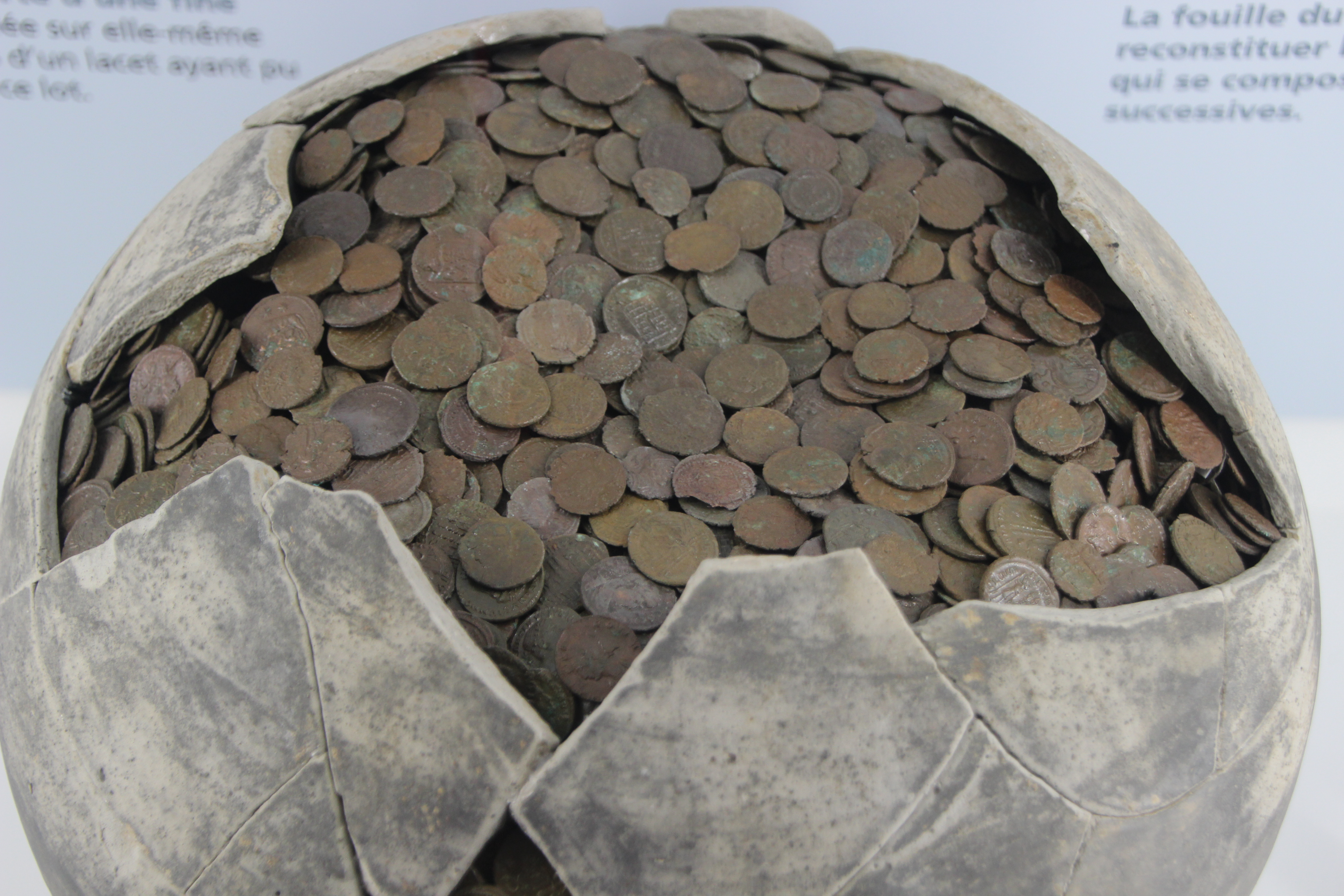
Schatz von Saint-Germain-de-Varreville